# Карійська трагедія

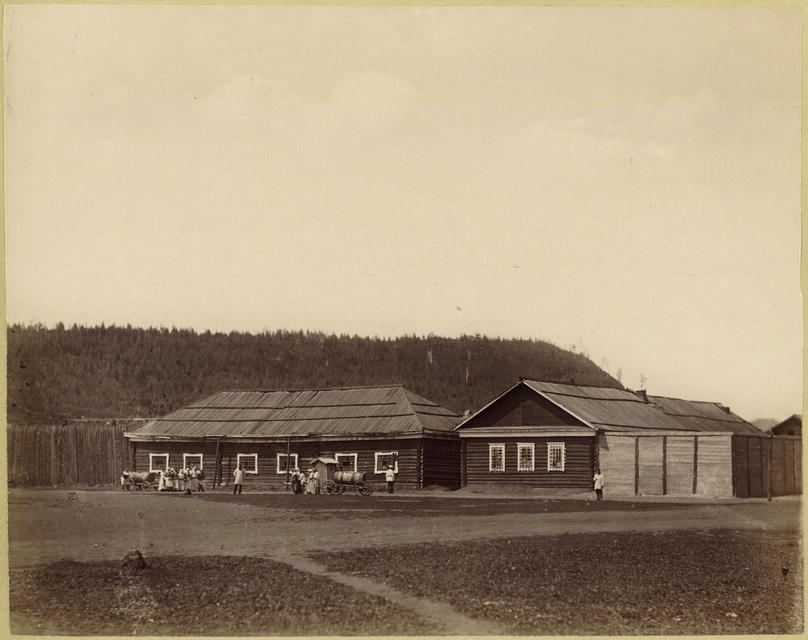
В'язниця в селі Усть-Кара, 1891 рік

Карі́йська траге́дія — масове самогубство політичних засуджених у Росії на Карійській каторзі з 7 на 8 листопада 1889 року на знак протесту проти жорстокого поводження з ув'язненими.

## Передумови трагедії
11 серпня 1888 за відмову стати перед генерал-губернатором А. Н. Корфом ув'язнена Єлизавета Ковальська була переведена у Верхньоудинський тюремний замок у суворе одиночне ув'язнення. На знак протесту її товариші зажадали звільнити коменданта в'язниці і кілька разів оголошували тривалі голодування.
У лютому 1889 року в'язниці Карійської каторги відвідав начальник Іркутського жандармського управління фон Плотто. Він обіцяв зробити на каторзі зміни, але нічого зроблено не було, що викликало нову серію голодувань.
За спробу нанести жандармському офіцеру Масюкову (якого ув'язнені називали комендантом) ляпас 28-річна ув'язнена Надія Сигида була переведена в кримінальну в'язницю. Дізнавшись про це, М. П. Ковалевська, М. В. Калюжна і Н. С. Смирницька оголосили голодування з вимогою переведення до Сигиди. Голодування протривало 16 діб.
24 жовтня 1889 ув'язненим була оголошена інструкція А. Н. Корфа про зміни в утриманні політв'язнів. Інструкція дозволяла застосування сили і тілесні покарання, які раніше застосовувалися тільки до кримінальних злочинців. На підставі цієї інструкції Н. А. Корф наказав покарати Н. К. Сигиду ста ударами різок, і 7 листопада 1889 вона була піддана тілесному покаранню.

## Масове отруєння
У ту ж ніч Сигида, Калюжна, Ковалевська і Смирницька прийняли смертельну дозу морфію. У чоловічій в'язниці політичних в'язнів 12 листопада намагалися отруїтися 16 осіб, ініціатором чого виступив польський революціонер Ф. Я. Кон. З 20 ув'язнених, які прийняли отруту, шестеро (в чоловічій в'язниці померли І. В. Калюжний і С. М. Бобохов) померли. Із солідарності зі своїми товаришами-каторжанами вчинив спробу самогубства: двічі стріляв у голову та тяжко поранився колишній каторжанин, уродженець Бахмута Наум Геккер, що мешкав неподалік на вільному поселенні.
Про Карійську трагедію стало відомо світовій громадськості. Під впливом масових протестів уряд був змушений заборонити застосування тілесних покарань щодо жінок. Царський уряд 1890 змушений був ліквідувати карійську політичну в'язницю, а політичних в'язнів перевести в Акатуйську тюрму.

## Пам'ять
Події на Карі відображено в творчості П. А. Грабовського.
У 1930 році художник Микола Олексійович Касаткін написав картину, присвячену цим подіям.